# Urban-Cycling-Weltmeisterschaften 2024
Die Urban-Cycling-Weltmeisterschaften 2024 fanden vom 15. bis 21. Dezember in Abu Dhabi statt. Wie schon 2022 befanden sich die Wettkampfstätten an der Corniche von Abu Dhabi vor der Kulisse der Nation Towers.

## Programm
Es gab dieselben Wettbewerbe wie im Vorjahr. Der Mannschaftswettkampf im Trial spielte sich am 17. Dezember ab, die Entscheidungen im Trial der Junioren (20 und 26 Zoll) am 20. Dezember. Die übrigen Entscheidungen fielen am 21. Dezember. Die restlichen Tage wurden für Training und Qualifikation genutzt.

## BMX-Freestyle
Programm und Reglement im BMX-Freestyle waren im Vergleich zum Vorjahr unverändert. In der Disziplin Park hatte jeder Finalist zwei Versuche, von denen der bessere zählte. Im Flatland hatte jeder Finalist einen Versuch.

### Park Männer
| Platz | Name             | 1. Lauf | 2. Lauf |
| ----- | ---------------- | ------- | ------- |
| 1     | Logan Martin     | 91,10   | 94,30   |
| 2     | José Torres      | 91,60   | 02,00   |
| 3     | Justin Dowell    | 90,74   | 33,00   |
| 4     | Rimu Nakamura    | 90,48   | 90,62   |
| 5     | Kieran Reilly    | 90,10   | 58,00   |
| 6     | Jordan Clark     | 24,40   | 87,78   |
| 7     | Mike Varga       | 77,10   | 84,88   |
| 8     | Dylan Hessey     | 61,80   | 84,56   |
| 9     | Jude Jones       | 83,40   | 60,20   |
| 10    | Luca Bertrand    | 80,30   | 03,00   |
| 11    | Shaun Gornall    | 78,20   | 35,60   |
| 12    | Maxime Chalifour | 76,60   | 74,30   |

Es traten 43 Teilnehmer aus 22 Ländern an. Über Qualifikationsrunde und Halbfinale wurden die zwölf Finalisten ermittelt. Logan Martin wurde zum dritten Mal Weltmeister, Olympiasieger José Torres kam auf den zweiten Platz.

### Park Frauen
| Platz | Name                | 1. Lauf | 2. Lauf |
| ----- | ------------------- | ------- | ------- |
| 1     | Hannah Roberts      | 95,70   | 94,58   |
| 2     | Sun Sibei           | 94,06   | 03,92   |
| 3     | Fan Xiaotong        | 93,70   | 93,72   |
| 4     | Sun Jiaqi           | 93,40   | 91,36   |
| 5     | Zhao Shuhua         | 90,50   | 91,40   |
| 6     | Lei Shanshan        | 90,26   | 50,60   |
| 7     | Laury Perez         | 81,94   | 89,50   |
| 8     | Queensaray Villegas | 88,16   | 88,50   |
| 9     | Natalya Diehm       | 83,54   | 85,28   |
| 10    | Sarah Nicki         | 84,30   | 18,00   |
| 11    | Sasha Pardoe        | 79,00   | 83,90   |
| 12    | Zhou Yuwei          | 79,80   | 53,40   |

Es gingen 24 Fahrerinnen aus 14 Ländern an den Start. Die 12 Besten der Qualifikation bestritten das Finale. Wie im Vorjahr gewann Hannah Roberts vor fünf Chinesinnen.

### Flatland Männer
| Platz | Name                 | Ergebnis |
| ----- | -------------------- | -------- |
| 1     | Matthias Dandois     | 90,67    |
| 2     | Moto Sasaki          | 86,83    |
| 3     | Jean William Prévost | 84,00    |
| 4     | Yu Shoji             | 83,70    |
| 5     | Yu Katagiri          | 83,53    |
| 6     | Masato Ito           | 83,00    |
| 7     | Julien Baran         | 82,67    |
| 8     | Anatole Rahain       | 80,33    |

Es traten 20 Fahrer aus 11 Ländern an. Über Qualifikation und Halbfinale wurden acht Finalisten ermittelt.

### Flatland Frauen
| Platz | Name            | Ergebnis |
| ----- | --------------- | -------- |
| 1     | Ayuna Miyashima | 73,67    |
| 2     | Veronika Kádár  | 63,00    |
| 3     | Anna Mondics    | 60,00    |
| 4     | Kirara Nakagawa | 53,33    |

Es gab nur vier Teilnehmerinnen, die Qualifikation diente daher lediglich zur Ermittlung der Startreihenfolge im Finale.

## Trial

### Männer 20 Zoll
| Platz | Name               | Ergebnis           |
| ----- | ------------------ | ------------------ |
| 1     | Alejandro Montalvo | 50+60+50+60+50=270 |
| 2     | Borja Conejos      | 50+40+30+50+30=200 |
| 3     | Eloi Palau         | 30+50+40+50+30=200 |
| 4     | Thomas Pechhacker  | 30+50+30+50+40=200 |
| 5     | Niilo Stenvall     | 30+30+30+30+50=170 |
| 6     | Dominik Oswald     | 30+40+20+30+20=140 |

Am Start waren 35 Fahrer aus 16 Nationen. Für die punktgleichen Fahrer auf den Plätzen 2 bis 4 wurde das Ergebnis aus dem Halbfinale herangezogen.

### Männer 26 Zoll
| Platz | Name             | Ergebnis           |
| ----- | ---------------- | ------------------ |
| 1     | Jack Carthy      | 60+60+60+60+30=270 |
| 2     | Charlie Rolls    | 60+60+60+50+20=250 |
| 3     | Oliver Weightman | 60+60+30+50+30=230 |
| 4     | Julen Saenz      | 60+40+10+40+40=190 |
| 5     | Daniel Barón     | 50+40+40+30+30=190 |
| 6     | Marti Vayreda    | 30+50+40+30+10=160 |

Am Start waren 35 Fahrer aus 15 Nationen. In einem von Großbritannien und Spanien beherrschten Wettkampf erzielte Rekordweltmeister Jack Carthy seinen siebten Titel, Zweiter war Charlie Rolls, der im Vorjahr noch in der 20-Zoll-Klasse eine Medaille geholt hatte.

### Frauen offene Klasse
| Platz | Name             | Ergebnis           |
| ----- | ---------------- | ------------------ |
| 1     | Alba Riera       | 50+40+20+60+40=210 |
| 2     | Vera Barón       | 60+40+20+40+40=200 |
| 3     | Nina Reichenbach | 40+50+30+60+0=180  |
| 4     | Eliška Hríbková  | 40+40+10+50+30=170 |
| 5     | Nina Vabre       | 20+40+20+50+20=150 |
| 6     | Emilia Keikus    | 20+30+20+50+20=140 |

Am Start waren 16 Fahrerinnen aus 8 Nationen. Auf das Podium gelangten dieselben Fahrerinnen wie im Vorjahr, wenngleich mit verteilten Rollen: Weltmeisterin wurde die 16-jährige Alba Riera, Nina Reichenbach holte Bronze.

### Junioren 20 Zoll
| Platz | Name            | Ergebnis           |
| ----- | --------------- | ------------------ |
| 1     | Travis Asenjo   | 50+50+40+60+50=250 |
| 2     | Guillaume Camus | 50+60+10+60+30=210 |
| 3     | Victor Pérez    | 50+40+50+50+20=210 |
| 4     | Dennis Arnold   | 40+50+50+50+10=200 |
| 5     | Cristian Bursi  | 0+20+40+50+10=120  |
| 6     | Kotaro Yokota   | 40+0+10+30+20=100  |

Am Start waren 28 Fahrer aus 10 Nationen.

### Junioren 26 Zoll
| Platz | Name             | Ergebnis           |
| ----- | ---------------- | ------------------ |
| 1     | Roman Salaun     | 50+20+10+50+10=140 |
| 2     | Vojtěch Hendrych | 60+40+10+0+10=120  |
| 3     | Ferran Gonzalo   | 50+0+10+40+20=120  |
| 4     | Marc Salom       | 20+20+20+30+20=110 |

Am Start waren lediglich 7 Fahrer aus 5 Nationen. Das Finale fand daher mit vier Fahrern statt.

### Mannschaftswertung
| Platz | Mannschaft                                                                                   | Ergebnis                                                                                           |
| ----- | -------------------------------------------------------------------------------------------- | -------------------------------------------------------------------------------------------------- |
| 1     | Spanien Eloi Palau Julen Saenz Vera Barón Victor Pérez Ferran Gonzalo                        | 800 40+40+40+40+40=200 40+40+40+40+40=200 30+00+20+30+30=110 40+00+20+30+40=130 30+40+20+30+40=160 |
| 2     | Frankreich Robin Berchiatti Nathan Charra Nina Vabre Guillaume Camus Roman Salaun            | 790 40+40+40+40+40=200 40+40+30+30+40=180 30+20+10+30+0=090 40+40+20+30+40=170 30+40+20+30+30=150  |
| 3     | Deutschland Jonas Friedrich Oliver Widmann Nina Reichenbach Dennis Arnold Carl Gustaf Christ | 730 30+40+20+30+40=160 40+40+20+30+40=170 30+40+20+30+0=120 30+40+20+30+40=160 30+40+20+30+0=120   |

Datum: 17. Dezember
Es waren 8 Mannschaften am Start, neben den Medaillengewinnern noch die Schweiz, Japan, Tschechien, Italien und die Slowakei. Nicht am Start waren die Dritten des Vorjahrs aus Großbritannien.

## Medaillenspiegel
| Platz  | Land               | Gold | Silber | Bronze | Gesamt |
| ------ | ------------------ | ---- | ------ | ------ | ------ |
| 1      | Spanien            | 4    | 2      | 3      | 9      |
| 2      | Frankreich         | 2    | 2      | 0      | 4      |
| 3      | Großbritannien     | 1    | 1      | 1      | 3      |
| 4      | Japan              | 1    | 1      | 0      | 2      |
| 5      | Vereinigte Staaten | 1    | 0      | 1      | 2      |
| 6      | Australien         | 1    | 0      | 0      | 1      |
| 7      | China              | 0    | 1      | 1      | 2      |
| 7      | Ungarn             | 0    | 1      | 1      | 2      |
| 9      | Argentinien        | 0    | 1      | 0      | 1      |
| 9      | Tschechien         | 0    | 1      | 0      | 1      |
| 11     | Deutschland        | 0    | 0      | 2      | 2      |
| 12     | Kanada             | 0    | 0      | 1      | 1      |
| Gesamt | Gesamt             | 10   | 10     | 10     | 30     |